# Грошковский, Януш
Януш Грошковский (пол. Janusz Groszkowski) (21 марта 1898 года, Варшава, Царство Польское, Российская Империя - 3 августа 1984 года, Варшава, Польская Народная Республика) — польский инженер, ученый-физик и общественный деятель, специалист в области электротехники и радиотехники. 
Президент Польской академии наук (1962—1971), председатель Национального комитета Фронта национального единства (1971–1976), член Сейма Польской Народной Республики шестого созыва и заместитель председателя Государственного совета (1972–1976). 

## Биография
Родился в семье Теодора Грошковского (1863–1930) и Марии Левкович (1870–1906). В 8-летнем возрасте остался сиротой, так как его мать погибла при пожаре. Большим потрясением для Януша стала начавшаяся Первая мировая война незадолго до окончания им средней школы. 
Стал одним из первых студентов открывшегося в 1915 году Варшавского политехнического университета. Первоначально поступив на факультет машиностроения, продолжил обучение на факультете электротехники. 
С 6 февраля 1919 года - заместитель командира радиотелеграфного батальона в Варшаве - кадрового центра, готовившего специалистов для радиотелеграфных подразделений. Принимал активное участие в деятельности Школы радиотелеграфистов , организованной 29 апреля 1919 года. 
Окончил Варшавский политехнический университет (1919) и Школу офицеров связи в Париже (1922). 
В 1923–1939 годах являлся научным сотрудником Варшавского политехнического университета, в 1929–1939 годах директором Научно-исследовательского института радио (с 1933 года - Государственного института связи) в Варшаве. 
Уже в 1929 году ему было присвоено звание чрезвычайного профессора, а в 1935 году – профессора технических наук. 
Создатель Польской ассоциации радиолюбителей в 1930 году.
В 1933 году вошёл в состав Временного консультативного и научного комитета. В августе 1940 года стал гостем Всесоюзного комитета по науке СССР в Москве.
В 1940–1941 годах работал в Львовском политехническом институте. Во время Второй мировой войны разработал простые стабилизированные кварцем передатчики для связи Армии Крайовой.
В 1941–1944 годах работал научным и техническим советником правительственной делегации Польши. 
В 1945–1946 годах работал в Лодзинском технологическом университете, одновременно с 1945 года директором Государственного института связи (до 1951 года). 
В 1946 году вернулся на работу в Варшавский политехнический университет. 
В 1953–1963 годах принимал активное участие в деятельности Института фундаментальных технологических исследований Польской академии наук как один из организаторов этого учреждения. 
Член Польской АН (1952), в 1955–1980 годах - член президиума, 1957–1962 -  вице-президент, в 1962—1971 - президент. Член ряда иностранных академий наук, в частности, c 8 февраля 1966 года иностранный член АН СССР по Отделению общей и прикладной физики (физика). 
В 1968 году вышел на пенсию.
Умер 3 августа 1984 года в Варшаве.
Похоронен на Пово́нзковском кладбище в Варшаве (участок 100-II-12/13).

## Общественная деятельность
В 1968–1971 годах - заместитель председателя, а в 1971–1976 годах - председатель Национального комитета Фронта национального единства. В июне 1968 года он был членом Почетного комитета и Подготовительного комитета к 500-летию со дня рождения Николая Коперника. 
В 1972–1976 годах - беспартийный член Сейма Польской Народной Республики 6-го созыва и заместитель председателя Государственного Совета. 
В 1974–1979 годах - член Высшего совета Союза борцов за свободу и демократию.

## Вклад в науку
Януш Грошковский является одним из пионеров в области радиотехнических систем. Он внес значительный вклад в разработку принципов работы и конструкции РЛС. 
Является создателем метода нелинейного анализа электрических колебаний (известного как метод гармонических колебаний Грошковского). Разработал оригинальную интерпретацию изменения индуктивности в зависимости от температуры. Автор 16 патентов и 300 научных и популяризаторских работ.
Написал несколько работ в области генерации и стабилизации электрических колебаний, а также технологий высокого вакуума и электронных ламп, в частности, не потерявшую актуальности и по сей день книгу "Техника высокого вакуума". 

## Награды
- Орден Строителей Народной Польши (1964);
- Золотой Крест Ордена "За военные заслуги"
- Командорский крест Ордена Возрождения Польши (дважды: 19 марта 1937, 16 июля 1954);
- Орден "Знамя Труда" I степени;
- Крест Независимости (28 декабря 1933);
- Офицерский крест Ордена Возрождения Польши (22 июля 1951);
- Рыцарский крест Ордена Возрождения Польши;
- Золотой крест за заслуги;
- Медаль 10-летия Народной Польши (14 января 1955);
- Золотая медаль «За заслуги при защите страны»;
- Серебряная медаль «За заслуги в защите страны»;
- Юбилейная медаль «Тридцать лет Победы в Великой Отечественной войне 1941—1945 гг.» (СССР);
- Государственная премия I степени (трижды: 1951, 1955, 1968);
- Специальная государственная премия (1979);
- Почетный доктор Варшавского (1962), Лодзинского (1964) и Гданьского (1975) политехнических университетов.

## Семья
В 1922 году Януш Грошковский женился на Марии Комич, а через 4 года у них родилась единственная дочь Кристина. 

## Память
- Именем Януша Грошковского названа улица в районе Новая Прага в Варшаве, в непосредственной близости Научно-исследовательского института теле- и радиосвязи. У входа в институт установлен бюст Грошковского;
- Его имя носит корпус факультета электроники и информационных технологий Варшавского политехнического университета;
- Его имя присвоено Высшей технической школе связи в Варшаве;
- В 1995 году Почта Польши выпустила марку с его портретом [10].